# Ommata beltiana
Ommata beltiana là một loài bọ cánh cứng trong họ Cerambycidae.